# Никола Николајевић
Никола Николајевић (Београд, 1780-1822) био је један од четворице вођа (заједно са Симом Марковићем, Павлом Поповићем и Милисавом Чамџијом) Београдске нахије у Првом српском устанку. Његов син Константин Николајевић (1821-1877) био је ожењен Полексијом Карађорђевић, ћерком Александра Карађорђевића и сестром српског краља Петра Првог.
Никола Николајевић је био стипендиста карловачког митрополита Стевана Стратимировића, где је и завршио Богословију. Прешао је у Карађорђеву Србију 1805. године и радио као учитељ у Остружници, у општини Чукарица, тада Посавској општини, Београдске нахије, где су рођени он и његова супруга Макра. После Другог српског устанка био је у служби кнеза Милоша, као управник финансијског одељења (азнадар). Погинуо је у лову 1822. године. Претпоставља се да је убијен по налогу кнеза Милоша, јер је био умешан у догађаје у којима је, између осталог, кнегиња Љубица Обреновић убила чувену Милошеву љубавницу Петрију, мислећи да ће је кнез оженити.